# 纳沙贡
纳沙贡（意为“民族主义、宗教和共产主义”）是印度尼西亚首任总统苏加诺创造的一个政治术语。这个术语自“指导民主”时代的1959年起在印度尼西亚广泛流行，直到1966年新秩序时期开始时为止。苏加诺的“纳沙贡”理念试图融合各种政治意识形态，用来团结当时在印度尼西亚政治中最有影响力的民族主义、宗教和共产主义团体。